# Badminton 1917
1917 stand im Badminton der Spielbetrieb durch den Ersten Weltkrieg nahezu vollständig still. Es wurden keine bedeutenden internationalen oder nationalen Wettkämpfe ausgetragen.

## Geboren
- Jan Nyquist (* 12. Januar 1917), norwegischer Badmintonspieler
- Richard Yeager (* 9. Juli 1917), US-amerikanischer Badmintonspieler[1]
- Zoe Smith (* 9. Juni 1917), US-amerikanische Badmintonspielerin
- Dorothy Damaschke (* 26. August 1917), US-amerikanische Badminton- und Baseballspielerin
- Bertha Barkhuff (* 16. September 1917), US-amerikanische Badmintonspielerin
- Wee Chong Jin (* 28. September 1917), singapurischer Richter und Badmintonspieler
- Aase Hansson (* 8. August 1917), norwegische Badmintonspielerin